# Dušan Vujović
Dušan Vujović, cyr. Душан Вујовић (ur. 22 lipca 1951 w Požarevacu, zm. 15 maja 2025) – serbski ekonomista i nauczyciel akademicki, w 2014 minister gospodarki, następnie do 2018 minister finansów.

## Życiorys
Absolwent wydziału ekonomicznego Uniwersytetu w Belgradzie, gdzie uzyskał magisterium (1977) i doktorat (1984), specjalizując się w zagadnieniach z zakresu makroekonomii. Kształcił się również w Stanach Zjednoczonych na Uniwersytecie Kalifornijskim w Berkeley. W 1974 podjął pracę w jednym z instytutów naukowych w Belgradzie, w następnym roku później został asystentem na macierzystej uczelni, doszedł na niej do stanowiska profesorskiego. Był długoletnim pracownikiem Banku Światowego. Pełnił funkcję przedstawiciela Serbii i Czarnogóry w organach tej instytucji, a także zajmował stanowisko głównego ekonomisty ds. Europy i Azji Środkowej. Od 2011 był doradcą w Banku Światowym i amerykańskiej agencji USAID. Był również redaktorem naczelnym resortowego magazynu „Finansije”.
W kwietniu 2014 z rekomendacji Serbskiej Partii Postępowej objął urząd ministra gospodarki w rządzie Aleksandara Vučicia. W lipcu 2014 w tym samym gabinecie zastąpił Lazara Krsticia na stanowisku ministra finansów. Funkcję tę utrzymał również w powołanym w sierpniu 2016 drugim gabinecie dotychczasowego premiera oraz w utworzonym w czerwcu 2017 rządzie Any Brnabić. Ustąpił z tego stanowiska z powodów osobistych w maju 2018.